# Yon Bustamante López
Yon Bustamante López (geboren am 21. Januar 1983 in Donostia) ist ein spanischer Handballschiedsrichter, der im spanischen und im internationalen Handball aktiv ist.
Seinen ersten Einsatz in der Liga Asobal, Spaniens höchster Spielklasse der Männer, hatte Bustamante López in der Saison 2010/2011. Er leitet in dieser Spielzeit auch das Spitzenspiel zwischen BM Ciudad Real und FC Barcelona. Auch in den spanischen Pokalwettbewerben Copa del Rey und Copa de la Reina leitete er Spiele. In der Saison 2021/2022 der División de Honor, der höchsten spanischen Liga im Frauenhandball, wurde er als bester Schiedsrichter ausgezeichnet.
Er ist auch von der Europäischen Handballföderation (EHF) als Schiedsrichter zugelassen. Bustamante leitete das Finalspiel der EHF European League der Männer 2023/2024.
Im Dezember 2012 wurde er von der Internationalen Handballföderation (IHF) als IHF-Schiedsrichter zugelassen. Internationale Einsätze in Wettbewerben für Nationalmannschaften hatte Bustamante bei der U-20-Weltmeisterschaft 2016, im Finale der U-19-Weltmeisterschaft 2019, bei der Weltmeisterschaft der Frauen 2021 (zwei Vorrundenspiele, drei Hauptrundenspiele, ein Halbfinalspiel), bei der Europameisterschaft der Frauen 2022 (zwei Vorrundenspiele, ein Spiel in der Hauptrunde sowie das Finale), bei der Weltmeisterschaft der Frauen 2023 (zwei Vorrundenspiele, zwei Hauptrundenspiele, ein Viertelfinalspiel, Spiel um Platz 3) und bei der Europameisterschaft der Frauen 2024 (zwei Vorrundenspiele, zwei Hauptrundenspiele, ein Halbfinalspiel). Eingesetzt wurde er auch bei der Weltmeisterschaft der Männer 2025 (zwei Vorrundenspiele, zwei Hauptrundenspiele).
Sein Partner im Handballschiedsrichtergespann ist Javier Álvarez Mata.